# Een klopjacht op een Kapitein
Een klopjacht op een Kapitein is het veertiende deel van de Bob Evers-boekenreeks van de schrijver Willy van der Heide.
Een klopjacht op een Kapitein is het tweede deel van een trilogie waartoe verder de delen Een motorboot voor een drijvend flesje en Een raderboot als zilvervloot behoren.

## Verhaal
Hoofdpersonen van de serie zijn de Nederlandse jongens Arie Roos en Jan Prins en hun Amerikaanse vriend Bob Evers.
De opsporing van de Grimbos-schat, die begon in Een motorboot voor een drijvend flesje, wordt in dit boek verder beschreven. Het verhaal gaat verder op het schip De Waterjuffer, dat in het Kanaal door Zuid-Beveland aangemeerd ligt nadat de bende van vier het schip ijlings met medenemen van de Grimbos-schat had verlaten. De door de familie Grimbos, rechtmatige eigenaar van de schat, al eerder ingeschakelde detective Pijnenborg, die op de Waterjuffer opgesloten werd gehouden, licht Jan, Bob en Arie in over de achtergrond van de schatjacht. Een van de bendeleden, Hennie Schol, is echter teruggekomen en ziet kans de Waterjuffer in brand te steken, waarbij de drie jongens en Pijnenborg ternauwernood kans zien het schip te verlaten.
De gegevens van de bendeleden waarover zij beschikken, leiden hen naar Amsterdam. Arie volgt het spoor van Hennie Schol, terwijl Jan en Bob achter kapitein Doberman, zijn vrouw Lottie en de vierde man Bonzo aan gaan. Vooralsnog boeken zij weinig succes: Arie wordt door Schol gevangengezet en Jan door Doberman, maar het resultaat is wel dan de bende van vier heel onrustig wordt en probeert in allerijl illegaal - met de schat - naar Duitsland te ontkomen. Bob en Jan (die intussen door Bob is bevrijd) zien kans de bende te volgen via Hilversum en Utrecht en over de Veluwe heen.
De laatste scène speelt zich af in een bos in de buurt van Nijmegen. Jan en Bob denken daar de schat veroverd te hebben, maar in de bewuste koffer blijken slechts de kleren van Lottie te zitten. Hennie, de Kapitein en Lottie gaan er in paniek vandoor, terwijl de drie jongens kans zien het kwart deel van de schat dat aan Bonzo is toebedeeld te veroveren.

## Drukgeschiedenis
De eerste druk werd in 1954 gepubliceerd door de uitgeverij M. Stenvert & Zoon te Meppel in een hardcoveruitgave, met stofomslag en illustraties van Frans Mettes. Tot aan 1958 verschenen nog twee drukken.
In 1967 werd het formaat gewijzigd. Het boek werd voortaan gepubliceerd als pocketboek (17,5 × 11,5 cm). De tekst van deze uitgave was door de auteur bewerkt. De druknummering werd voortgezet en tot 1991 verschenen de volgende drukken:
- 1967 tot 1983: 4e t/m 18e druk, omslag van Moriën
- 1986 tot 1991: 19e t/m 20e druk, omslag van Bert Zeijlstra

In de pocketeditie zijn de illustraties uit de hardcoveruitgave niet overgenomen.